# Affaire des surfacturations à France Télécom
L'Affaire des surfacturations à France Télécom est un scandale politico-financier français mettant en cause le principal fournisseur du service public des PTT (devenus France Télécom), Alcatel le fabricant d'équipements de télécommunications, l'ex-Compagnie générale d'électricité, dès les années 1970, alors qu'elle était dirigée par un puissant industriel, Ambroise Roux patron de la CGE.
C'est d'abord la seule filiale Alcatel-CIT qui est touchée, puis la maison-mère, présidée par Pierre Suard. Ce dernier démissionne au cours de l'affaire. Les surfacturations aux PTT puis à France Télécom auraient duré près de deux décennies, du début des années 1970 au début des années 1990, pour un montant de plus de 670 millions de francs au cours des seules trois dernières années.

## Contexte
Lorsque éclate l'affaire, Alcatel, l'ex-Compagnie générale d'électricité, est l'un des principaux fournisseurs de l'opérateur national français de télécommunications, France Télécom, qui bénéficie d'un monopole en France, en cours de suppression pour appliquer les directives européennes.

## Déroulement de l'affaire, enquête et décisions de justice
L'affaire des surfacturations à France Télécom démarre en mars 1993 par un contrôle fiscal de routine, réalisé par un seul inspecteur, qui découvre par hasard des irrégularités comptables dans le paiement des cotisations patronales d'AGI-Électricité, une petite société de la galaxie Alcatel spécialisée dans l'installation électrique, et pièce essentielle de la CGE. 
Licenciés le 3 mai 1993, Antoine Léal et José Corral, ses deux gérants, sont par ailleurs cadres d'une usine de transmission d'Alcatel CIT, appartenant à la maison-mère du groupe Alcatel-Alsthom. 
L'affaire est alors confiée au juge d'instruction à Évry Jean-Marie d'Huy, qui les accuse d'avoir détourné  20 millions de francs. Il obtient le 1er juillet 1993 un réquisitoire supplétif qui débouche sur une information judiciaire, accordée par Frédéric Campi, le procureur adjoint, chef de la section économique et financière du parquet 
Incarcérés et mis en examen pour escroquerie à l'été 1993, ils lui délivrent peu à peu des informations au cours des mois suivants. Le fournisseur et son client lésé cherchent d'abord une solution amiable et confient à un inspecteur général des télécoms, Eugène Delchier, un audit pour évaluer le préjudice. L'audit débouche en novembre 1993 sur un accord amiable pour un dédommagement de 62,6 millions de francs. Parallèlement, une expertise judiciaire plus fouillée, sous les auspices du juge Jean-Marie d'Huy, estime, le 11 février 1994, à 102 millions de francs les surfacturations subies par France Télécom, montant qui sera plus tard revu à la hausse.
Au printemps 1994, le juge ordonne successivement les mises en examen de Jean-Claude Bernard, ex-comptable de la branche transmission et de Béryl Joncour-Chapuis, responsable de l'international, puis celles, plus importantes, de Pierre Guichet, PDG d'Alcatel CIT  et Jacques Imbert, directeur à la maison mère Alcatel Alsthom.
Début juillet 1994, c'est le PDG du groupe Pierre Suard qui est accusé d'avoir fait exécuter en 1986, à son domicile de Boulogne-Billancourt (Hauts-de-Seine), des travaux aux frais de sociétés travaillant pour Alcatel, en échange de marchés : il est mis en examen pour faux et usage de faux, escroquerie et corruption.
L'année suivante, le patron d'Alcatel est soupçonné d'avoir empoché en 1991 une plus-value de 70 millions de francs, dont 60 millions via deux filiales, Alcatel Stock, basée aux Bermudes, et Alcatel NV, qui a été utilisée pour surfacturer des produits à l'opérateur national
Le 10 mars 1995, le juge a mis en examen Pierre Suard pour abus de biens sociaux, recel d'abus de biens sociaux et recel d'abus de confiance, et pour recel d'escroqueries, faux et usage de faux , décision d'assortie d'un contrôle judiciaire, qui est contesté par son avocat, Me Guy Danet, qui en a fait appel car il lui "paraît totalement disproportionné". Le juge l'interroge alors aussi sur la filature par une société privée de Denis Gazeau, l'un des ex-cadres d'Alcatel ayant parlé à la justice des surfacturations ou encore sur son hôtel particulier de Neuilly acquis en 1991 pour 50 millions de francs, payés au comptant et sa maison à Talloires, en Haute-Savoie, évaluée à 12 millions de francs.
Comme il refuse de démissionner de ses fonctions, la piste d'une direction collégiale est mise en place par le conseil d'administration et fait office de solution de remplacement. Elle est recherchée par les administrateurs du groupe et pourrait prendre la forme d'une direction bicéphale, selon les premières confidences à la presse. Ambroise Roux, qui a longtemps été le PDG du groupe se met au travail pour aider à cette succession,.
Pierre Suard quitte son poste de Pdg en juin 1995 et il accusera son successeur Serge Tchuruk de l'avoir poussé vers la porte puis d'avoir accéléré la prise en compte de certaines provisions comptables pour déconsidérer sa gestion, et afficher plus tard des résultats comptables artificiellement améliorés par les reprises de provisions.
Le groupe ayant contre-attaqué pour dénoncer comme irrégulières les perquisitions effectuées sur ordre du juge d'Huy du 3 au 13 octobre 1994 dans les bureaux d'Alcatel-CIT, il faut cependant attendre que la chambre d'accusation de la cour d'appel de Paris les valide près de deux ans plus tard.
Le 6 mai 1997, Pierre Suard  est condamné en première instance pour abus de bien social à trois ans de prison avec sursis et à deux millions de francs d’amende par le Tribunal correctionnel d'Évry. 
En mars 1999, Pierre Suard est condamné en appel à payer des dommages et intérêts à Alcatel, tout en versant un franc à un petit porteur qui avait porté plainte en raison de la chute de l'action en Bourse, il a vu sa condamnation pénale réduite car requalifiée en recel d'abus de biens sociaux pour les travaux personnels à ses résidences. Défendu par Jean-Denis Bredin et Eric Dezeuze, il bénéficie en mars 2008 d'un non-lieu, au titre du prétendu abus de biens sociaux[réf. nécessaire].
Sa responsabilité personnelle dans l'affaire des surfacturations n'est par contre pas établie et même démentie par la justice : le 4 juin 2006, il  a bénéficié d'un non-lieu devant le Tribunal d'Évry, pour les surfacturations au détriment de France Télécom,.
Plusieurs autres prévenus dans l'affaire des surfacturations avaient entre-temps au contraire vu en mars 1999 en appel leur peine aggravée. Antoine Leal, à l'origine de l'affaire, a par exemple été condamné à quatre ans de prison ferme contre trois ans en première instance, avec mandat de dépôt à l'audience. Peine aggravée aussi pour Jean-Claude Bernard, dont l'amende a été doublée à 200 000 francs, avec contrainte par corps.

## Montant des surfacturations
Selon les accusations des témoins et les expertises judiciaires, les plus importants détournements ont été prélevés sur la vente de centraux téléphoniques : un rapport du 24 novembre 1994, contesté par la société, conclut qu'Alcatel-CIT a sur trois années, de 1991 à 1993, « majoré indûment » les prix pour un total de 674,7 millions de francs :
- 188 millions de francs en 1991 ;
- 216  millions de francs en 1992 ;
- 269 millions de francs en 1993[13].

Les estimations ne portent que sur ces trois années, car le délai légal de prescription est fixé, en matière d'escroquerie, à trois ans. Cadre du groupe et l'un des premiers mis en examen, José Corral avait dans un premier temps indiqué que le système de " surfacturation " aurait continué jusqu'en 1992 et après avoir été constatés de son côté au milieu des années 1980 et ensuite, précisant que les profits réalisés au détriment de France Télécom se montaient à 134 millions de francs pour les seules années 1987 et 1988. 
De plus, un rapport du 11 février 1994 souligne l'existence d'une « comptabilité parallèle » dans la branche transmission du groupe Alcatel et conclut à « un surcroît de profits de 102 millions de francs ».
Dans son livre La Pensée unique, le journaliste Jean-François Kahn estime que le total des surfacturations, sur l'ensemble de leur durée est plus proche de 2 milliards de francs.

## Durée des surfacturations
Le système de " surfacturation " mis en place par Alcatel-CIT aux dépens du premier de ses clients, France Télécom durait depuis "au moins" 1977, révèle le Canard enchainé à la fin du mois d'août 1994, en se basant sur les déclarations à la justice d'un des principaux cadres de France Télécom, qui a constaté l'existence de ce système lors de son embauche en 1977, mais ne le révèlera qu'une quinzaine d'années plus tard. L'hebdomadaire satirique évoque également l'existence d'une " caisse noire " au sein du groupe industriel, fournisseur de l'opérateur national français, France Télécom. Cette information est reprise par la plupart des grands médias français, mais elle est alors encore incomplète. L'enquête est menée tambour battant par le juge d'instruction chargé du dossier à Évry, Jean-Marie d'Huy. Les déclarations ont été effectuées par Paul Hegly, qui a été responsable du contrôle des prix à Alcatel-CIT.
Un semestre plus tard, le quotidien Libération interroge de nombreux cadres de France Télécom et affirme que les surfacturations ont commencé avant 1977 et datent plutôt de l'époque où la première génération de commutateurs numériques, la famille dite « E10 », est lancée, entre mai et juillet 1972. France Télécom a mis en service dans la nuit du 24 au 25 mai 1972 une présérie de commutateurs E10 de « niveau 4 », après avoir lancé la fabrication à Guingamp, soutenue par des centres de production satellites comme Bégard, Pontrieux, Lanvollon, Bourbriac, Callac et Belle-Isle-en-Terre, mais aussi Paimpol, avec des centres satellites comme Bréhat, pour des commutateurs téléphoniques mis en service dans la nuit du 30 juin au 1er juillet 1972, puis fabriqué en grande série par Alcatel, qui a alors les traits de la puissante Compagnie générale d'électricité. Selon Libération, ces surfacturations ont été interrompues en 1981, par « crainte de la nationalisation » , puis réactivées en 1989. Le Monde décrit lui un système de « connivence multidécennale entre l'administration et Alcatel », qui aide ce dernier à devenir la deuxième plus grosse société des équipements télécoms dans le monde et a permis « d'équiper la France d'un réseau téléphonique parmi les plus modernes du monde ».

## Arts et littérature
L'affaire des surfacturations aux PTT est évoquée sur le ton de l'humour dans Comédies Françaises, un roman d’Eric Reinhardt publié en 2020. Cette fiction-enquête raconte comment Ambroise Roux patron de la CGE a obtenu du président Valéry Giscard d'Estaing en 1974-1975 l'abandon du Plan Calcul, d'Unidata, de la Délégation générale à l'informatique et du réseau Cyclades.